# Katrin Zeller
Katrin Zeller (Oberstdorf, 1º marzo 1979) è un'ex fondista tedesca.

## Biografia
In Coppa del Mondo ha esordito il 28 dicembre 1999 a Garmisch-Partenkirchen (46ª) e ha ottenuto il primo podio il 19 novembre 2006 a Gällivare (2ª).
In carriera ha preso parte a due edizioni dei Giochi olimpici invernali, Vancouver 2010 (19ª nella 30 km, 14ª nella sprint, 24ª nell'inseguimento, 2ª nella staffetta) e Soči 2014 (25ª nella 10 km, 12ª nella 30 km, 24ª nello skiathlon), e a quattro dei Campionati mondiali, vincendo una medaglia.

## Palmarès

### Olimpiadi
- 1 medaglia:
  - 1 argento (staffetta a Vancouver 2010)

### Mondiali
- 1 medaglia:
  - 1 argento (staffetta a Liberec 2009)

### Coppa del Mondo
- Miglior piazzamento in classifica generale: 13ª nel 2012
- 7 podi (1 individuale, 6 a squadre[1]):
  - 4 secondi posti (a squadre)
  - 3 terzi posti (1 individuale, 2 a squadre)

### Marathon Cup
- Miglior piazzamento in classifica generale: 8ª nel 2008
- 2 podi:
  - 1 vittoria
  - 1 terzo posto

#### Marathon Cup - vittorie
| Data         | Gara                | Località | Nazione  | Spec.       |
| ------------ | ------------------- | -------- | -------- | ----------- |
| 9 marzo 2008 | Engadin Skimarathon | Samedan  | Svizzera | 42 km TL MS |

Legenda:

TL = tecnica libera

MS = partenza in linea